# 東京狭山線
東京狭山線（とうきょうさやません）は、埼玉県所沢市の東京都との都県境である清瀬橋から同県狭山市の狭山日高IC（西）交差点に至る、全長約16.8kmの都市計画道路である。埼玉県道24号練馬所沢線、埼玉県道126号所沢堀兼狭山線、埼玉県道397号堀兼根岸線の3つの県道に指定されており、これらの総称として呼称されることがある。
この道路は、東京都の目白通りから続く放射第7号線・新東京所沢線などの都市計画道路と一続きになり、都心部から圏央道までを結ぶ放射幹線道路の一部であるが、東京都内は未開通区間が多い。また、都県境の清瀬橋は東京都側で工事中のため、2025年3月現在、暫定2車線開放となっている。
所沢市内は全線4車線、狭山市内はベスタ狭山付近まで4車線。それ以西は2車線のトンネルを通る本線と2車線の側道に分かれ、国道16号交差を経た後、終点の狭山日高ICまで2車線となる。
トンネルについては狭山環状有料道路を参照のこと。

## 概要
- 起点：埼玉県所沢市　都県境付近 清瀬橋
- 終点：埼玉県狭山市 狭山日高IC西交差点
- 車線：4車線（上奥富（中）交差点以西2車線）

## 交通規制
- 一般道の法定速度60 km/h（ベスタ狭山付近 - 松郷交差点）
  - 50 km/h（以上の区間を除く全線）
- 駐停車禁止（全線）

## 通過市町村
- 埼玉県
  - 所沢市 - 狭山市

## 歴史
- 2013年（平成25年）3月24日 - 赤坂の森付近整備完了に伴い、堀兼神社北交差点～新開交差点間開通。これにより所沢市～狭山市間が接続。
- 2020年（令和2年）3月5日 - 下安松和田陸橋完成に伴い、東所沢和田1丁目交差点～都県境の整備が完了。これを以て全線開通。
- 2021年（令和3年）7月28日 - 狭山環状有料道路の料金収受期間終了に伴い、無料化。

## 交差する主な道路
| 交差する道路                            | 交差する道路                          | 交差点名             | 所在地 |
| --------------------------------------- | ------------------------------------- | -------------------- | ------ |
| 東京都道24号練馬所沢線（小金井街道）    |                                       |                      |        |
| 所沢市道（練馬所沢線旧道）              | 所沢市道（練馬所沢線旧道）            | 上安松               | 所沢市 |
| 所沢市道                                | 所沢市道                              | 東所沢和田1丁目      | 所沢市 |
| 埼玉県道179号所沢青梅線（旧浦和所沢線） | 埼玉県道6号川越所沢線（旧浦和所沢線） | 東所沢和田2丁目      | 所沢市 |
| 所沢市道                                | 所沢市道                              | 東所沢和田3丁目      | 所沢市 |
| 国道463号 浦和所沢バイパス              | 国道463号 浦和所沢バイパス            | 松郷                 | 所沢市 |
| 埼玉県道56号さいたまふじみ野所沢線      | 埼玉県道56号さいたまふじみ野所沢線    | 中富                 | 所沢市 |
| （多聞院通り）                          | （多聞院通り）                        | （名称無し）         | 所沢市 |
| （かめがね新道）                        | （かめがね新道）                      | 下富駿河台           | 所沢市 |
| （下富通り）                            | （下富通り）                          | 下富中央             | 所沢市 |
| 埼玉県道6号川越所沢線                   | 埼玉県道6号川越所沢線                 | 新開                 | 所沢市 |
| 狭山市道                                | 狭山市道                              | 堀兼神社（北）       | 狭山市 |
| 埼玉県道8号川越入間線                   | 埼玉県道8号川越入間線                 | 堀兼                 | 狭山市 |
| （狭山台大通り）                        | （狭山台大通り）                      | 狭山台二丁目         | 狭山市 |
| （狭山中央通り）                        | （狭山中央通り）                      | 狭山台交番           | 狭山市 |
| （側道）                                | 狭山市道                              | 沢                   | 狭山市 |
| （国道16号旧道）                        | 埼玉県道340号中新田入間川線           | （側道）田中         | 狭山市 |
| 国道16号                                | 国道16号                              | （側道）上奥富（中） | 狭山市 |
| （柏原ニュータウン通り）                | （柏原ニュータウン通り）              | 柏原中学校入口       | 狭山市 |
| 埼玉県道261号笠幡狭山線                 | 埼玉県道261号笠幡狭山線               | 柏原小入口           | 狭山市 |
| （狭山中央通り）                        | （狭山中央通り）                      | 智光山公園入口       | 狭山市 |
| 国道407号                               | 国道407号                             | 狭山日高IC(東)       | 狭山市 |
| C4 首都圏中央連絡自動車道 (圏央道)      | C4 首都圏中央連絡自動車道 (圏央道)    | 狭山日高IC           | 狭山市 |
| 埼玉県道262号日高狭山線                 | 埼玉県道262号日高狭山線               | 狭山日高IC(西)       | 狭山市 |
| 埼玉県道347号馬引沢飯能線 飯能方面      |                                       |                      |        |

## 交差する鉄道・河川
- JR武蔵野線
- 西武新宿線
- 東川
- 入間川

## 沿線の主な施設
- 東所沢駅（JR武蔵野線）
- 堀兼・上赤坂公園
- 堀兼神社
- ベスタ狭山
- 智光山公園

## 接続する道路の位置関係
目白通り - （未開通） - 東京狭山線 - 埼玉県道347号馬引沢飯能線 - 国道299号（飯能狭山バイパス）